# 7e régiment d'artillerie coloniale
Pour les articles homonymes, voir 7e régiment et Groupe d'artillerie coloniale de Madagascar (homonymie).
Le 7e régiment d'artillerie coloniale (7e RAC ou 7e RACo) est une unité des troupes coloniales de l'Armée de terre française. Créée au début du XXe siècle à Madagascar et dissous en 1921, le 7e RAC est recréé en 1943. Devenu après-guerre un groupe autonome d'artillerie antiaérienne, il prend en 1962 le nom de 7e groupe d'artillerie antiaérienne de marine (7e GAAMa) avant de devenir le 1er novembre 1970 le 57e régiment d'artillerie.

## Création et différentes dénominations
- 1901 : formation des 1er, 2e et 3e groupes d'artillerie coloniale de Madagascar (GAC de Madagascar)
- 1903 : réunis dans le régiment d'artillerie coloniale d'Afrique orientale française (RAC d'Afrique orientale française)
- 1904 : devient 7e régiment d'artillerie coloniale (7e RAC ou 7e RACo)
- 1921 : dissous, devient groupe autonome d'artillerie coloniale de Diégo-Suarez et batterie d'artillerie coloniale de l'Émyrne
- 1943 : nouvelle formation du 7e régiment d'artillerie coloniale à partir du 6e régiment d'artillerie coloniale
- 1946 : devient Ier groupe du 7e régiment d'artillerie coloniale (I/7e RAC)
- 1953 : renommé Ier groupe du 7e régiment d'artillerie antiaérienne coloniale (I/7e RAAC)
- 1958 : renommé Ier groupe du 7e régiment d'artillerie antiaérienne de marine (I/7e RAAMa)
- 1962 : renommé 7e groupe d'artillerie antiaérienne de marine (7e GAAMa)
- 1970 : devient 57e régiment d'artillerie (57e RA) le 1er novembre

## Historique des garnisons, campagnes et batailles du régiment

### Régiment de Madagascar 1900 - 1921

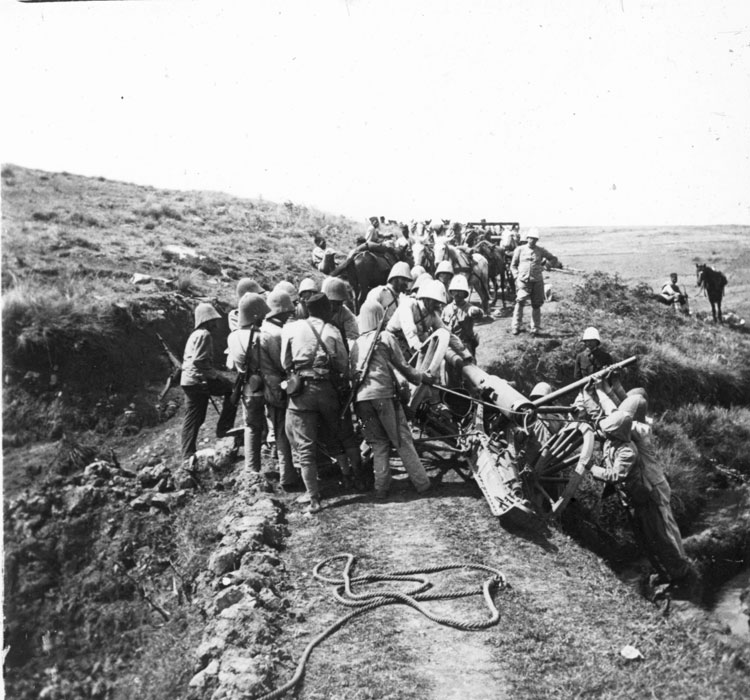
Manœuvres de canons de montagne du 7e RAC près de Tananarive, vers 1907-1909.

Le 7e régiment d'artillerie coloniale est issu des 1er, 2e et 3e groupes d'artillerie coloniale de Madagascar mis sur pied le 14 août 1901. Le 1er groupe, chargé de la défense du point d'appui de la flotte de Diégo-Suarez (dans la baie de Diego-Suarez), est constitué de trois batteries d'artillerie à pied, et le 2e, stationné en Émyrne, est constitué de trois batteries d'artillerie de montagne et d'une compagnie de conducteurs. Le 3e groupe, créé en 1902, est formé de deux batteries d'artillerie montée, également stationnées à Diégo-Suarez.
Les trois groupes sont regroupés le 19 septembre 1903 dans le régiment d'artillerie coloniale d'Afrique orientale française, qui prend le nom de 7e régiment d'artillerie coloniale le 1er janvier 1904.
Le 1er juin 1921, le 7e régiment d'artillerie coloniale est dissous et son Ier groupe forme le groupe autonome d'artillerie coloniale de Diégo-Suarez tandis que le IIe groupe forme la batterie d'artillerie coloniale de l'Émyrne.

### En Afrique du Nord 1943 - 1962
Le 7e régiment d'artillerie coloniale est recréé le 11 avril 1943, avec deux groupes formés à partir du 6e RAC,. Il est destiné à remplacer comme troupe de souveraineté au Maroc le régiment d'artillerie coloniale du Maroc qui doit participer à la libération de la France. Il rejoint le Maroc en 1944.
Le 1er mai 1946, le 7e RAC est réduit à son seul Ier groupe à Meknès puis rejoint Casablanca le 12 juin. Il est subordonné au groupement d'artillerie coloniale antiaérienne et de côte du Maroc. Le 1er août 1947, le I/7e RAC, devenu autonome, reforme le 7e RAC, à Casablanca et Mazagan.
Le 1er janvier 1953, le 7e RAC est renommé 7e régiment d'artillerie antiaérienne coloniale (7e RAAC), réduit à son seul 1er groupe le 1er février. Le I/7e RAAC est engagé dans les opérations de « maintien de l'ordre » à l'approche de l'indépendance du Maroc.
Le 27 mai 1958, le groupe quitte le Maroc et débarque au port d'Oran deux jours plus tard. Il est affecté quelques jours plus tard sur le barrage à la frontière algéro-marocaine dans le département de la Saoura. Le  groupe, dont l'état-major s'installe à Colomb-Béchar, utilise ses radars et ses canons antiaériens pour interdire sur plus de 200 km le passage des combattants du Front de libération nationale.
Le 1er décembre 1958, le I/7e RAAC est renommé Ier groupe du 7e régiment d'artillerie antiaérienne de marine (I/7e RAAMa). Il quitte l'Algérie le 23 juillet 1962.

### En France 1962 - 1970
Revenu en France à Colmar au quartier Walter, le I/7e RAAMa est renommé 7e groupe d'artillerie antiaérienne de marine (7e GAAMa) le 15 septembre 1962. Il devient le groupe antiaérien divisionnaire de la 7e division blindée. Il est équipé de canons de 40 mm Bofors (40 AA 39/55) et de half-tracks M16 avec tourelle M45 Quadmount (quatre mitrailleuses Browning M2), renforcés ensuite par une batterie d'AMX-13 à bitube de 30 mm Hispano-Suiza HS 831.A (Oerlikon KCB).

## Étendard du régiment
Il porte l'inscription Madagascar 1895.

## Insigne
L'insigne du régiment est créé en janvier 1945. Il est homologué sous le numéro H.191 le 13 juin 1947. Il présente une tête de crocodile du Nil, espèce emblématique de Madagascar où a été créé le régiment, surmonté d'un écusson de col de l'artillerie coloniale (écusson écarlate chargé d'une ancre surmontée de trois soutaches).